# Xystrocera janthinicornis
Xystrocera janthinicornis är en skalbaggsart som beskrevs av Hermann Julius Kolbe 1900. Xystrocera janthinicornis ingår i släktet Xystrocera och familjen långhorningar. Inga underarter finns listade i Catalogue of Life.